# 薬山
薬山（やくざん、中国語: 药山）は、中華人民共和国遼寧省鞍山市岫巌満族自治県にある山々で、県の中心地から北へ60キロ離れた地に、南西から北東へかけて10キロメートルに渡り、40余りの峰が聳えている。山地では薬用の植物・動物が豊富に得られるので、薬山といわれるようになった。最高峰は石花頂（海抜889.7メートル）で、四つの峰が花弁のように配置されているので、そう呼ばれている。
薬山は清朝時代には「奉天省四大名山」のひとつと呼ばれて（他は長白山、医巫閭山、千山）、現在はそのまま「遼寧省四大名山」のひとつと呼ばれている。
薬山域内の清涼山は中国の観光地等級AAAAである。

## 参照項目
- 鞍山市#観光地